# Eriocaulon stenophyllum
Eriocaulon stenophyllum är en gräsväxtart som beskrevs av Robert Elias Fries. Eriocaulon stenophyllum ingår i släktet Eriocaulon och familjen Eriocaulaceae. Inga underarter finns listade i Catalogue of Life.